# Léon Huybrechts
Pour les articles homonymes, voir Huybrechts.
Léon Huybrechts est un skipper belge né le 11 décembre 1876 et mort le 9 février 1956.

## Carrière

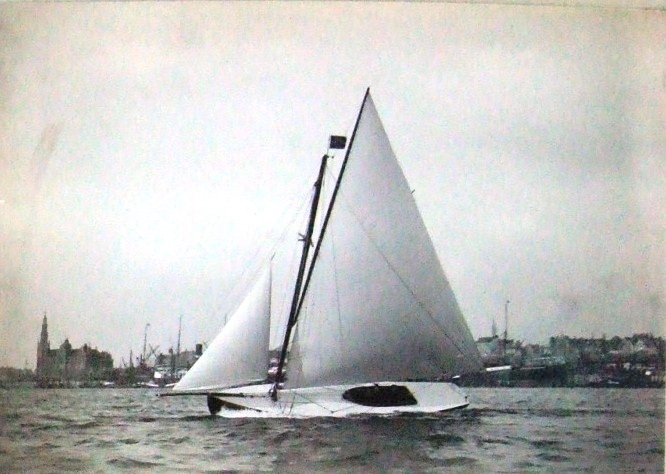
Le Zut aux Jeux olympiques de 1908.

Léon Huybrechts participe à la course de classe 6 Metre des Jeux olympiques de 1908 qui se déroulent à Londres.
À bord de Zut, il remporte avec Louis Huybrechts et Henri Weewauters la médaille d'argent. 
Il réédite cette performance à Anvers aux Jeux olympiques de 1920, sur le Tan-Fe-Pah avec John Klotz et Charles Van Den Bussche.
Aux Jeux olympiques d'été de 1924 à Paris, Léon Huybrechts est sacré champion olympique en monotype national ; il se classe neuvième aux Jeux d'Amsterdam de 1928.